# Campeonato Mundial de Atletismo de 2019 - 800 m masculino
A competição dos 800 metros masculino no Campeonato Mundial de Atletismo de 2019 foi realizada no Estádio Internacional Khalifa, em Doha, no Catar, entre os dias 28 de setembro e 1 de outubro.

## Recordes
Antes da competição, os recordes eram os seguintes: 
| Recorde mundial                               | David Lekuta Rudisha (KEN) | 1:40.91 | Londres, Grã Bretanha        | 9 de agosto de 2012   |
| Recorde do campeonato                         | Billy Konchellah (KEN)     | 1:43.06 | Roma, Itália                 | 1 de setembro de 1987 |
| Melhor marca do ano                           | Nijel Amos (BOT)           | 1:41.89 | Mônaco                       | 12 de julho de 2019   |
| Recorde africano                              | David Lekuta Rudisha (KEN) | 1:40.91 | Londres, Grã Bretanha        | 9 de agosto de 2012   |
| Recorde asiático                              | Yusuf Saad Kamel (BHR)     | 1:42.79 | Mônaco                       | 29 de julho de 2008   |
| Recorde da América do Norte, Central e Caribe | Johnny Gray (USA)          | 1:42.60 | Coblença, Alemanha Ocidental | 28 de agosto de 1985  |
| Recorde sul-americano                         | Joaquim Cruz (BRA)         | 1:41.77 | Colônia, Alemanha Ocidental  | 26 de agosto de 1984  |
| Recorde europeu                               | Wilson Kipketer (DEN)      | 1:41.11 | Colônia, Alemanha            | 24 de agosto de 1997  |
| Recorde da Oceania                            | Joseph Deng (AUS)          | 1:44.21 | Mônaco                       | 20 de julho de 2018   |

Os seguintes recordes mundiais ou olímpicos foram estabelecidos durante esta competição:
| Data         | Evento | Atleta                | Tempo   | Notas |
| ------------ | ------ | --------------------- | ------- | ----- |
| 1 de outubro | Final  | Donavan Brazier (USA) | 1:42.34 | ,     |

## Medalhistas
| Ouro                  | Prata           | Bronze                          |
| Donavan Brazier (USA) | Amel Tuka (BIH) | Ferguson Cheruiyot Rotich (KEN) |

## Tempo de qualificação
| Tempo de qualificação |
| --------------------- |
| 1:45.80               |

## Calendário
| Data                   | Horário | Fase          |
| ---------------------- | ------- | ------------- |
| 28 de setembro de 2019 | 17:15   | Eliminatórias |
| 29 de setembro de 2019 | 21:55   | Semifinais    |
| 1 de outubro de 2019   | 22:10   | Final         |

Todos os horários estão no horário local (UTC+3)

## Resultados

### Eliminatórias
Qualificação: Três primeiros de cada bateria (Q) e os seis melhores tempos (q) das eliminatórias. 
| Pos. | Bateria | Atleta                     | Nacionalidade        | Tempo   | Notas                |
| ---- | ------- | -------------------------- | -------------------- | ------- | -------------------- |
| 1    | 5       | Emmanuel Korir             | Quênia               | 1:45.16 | Q                    |
| 2    | 5       | Mostafa Smaili             | Marrocos             | 1:45.27 | Q                    |
| 3    | 5       | Wesley Vázquez             | Porto Rico           | 1:45.47 | Q                    |
| 4    | 6       | Elliot Giles               | Grã-Bretanha         | 1:45.53 | Q                    |
| 5    | 6       | Clayton Murphy             | Estados Unidos       | 1:45.62 | Q                    |
| 6    | 6       | Amel Tuka                  | Bósnia e Herzegovina | 1:45.62 | Q                    |
| 7    | 6       | Álvaro de Arriba           | Espanha              | 1:45.67 | q                    |
| 7    | 5       | Yassine Hethat             | Argélia              | 1:45.67 | q                    |
| 9    | 3       | Brandon McBride            | Canadá               | 1:45.96 | Q                    |
| 10   | 4       | Ferguson Cheruiyot Rotich  | Quênia               | 1:45.98 | Q                    |
| 11   | 4       | Bryce Hoppel               | Estados Unidos       | 1:46.01 | Q                    |
| 12   | 1       | Donavan Brazier            | Estados Unidos       | 1:46.04 | Q                    |
| 13   | 2       | Ngeno Kipngetich           | Quênia               | 1:46.07 | Q                    |
| 14   | 4       | Abdessalem Ayouni          | Tunísia              | 1:46.09 | Q                    |
| 15   | 3       | Abubaker Haydar Abdalla    | Catar                | 1:46.11 | Q                    |
| 16   | 1       | Marco Arop                 | Canadá               | 1:46.12 | Q                    |
| 17   | 2       | Adrián Ben                 | Espanha              | 1:46.12 | Q                    |
| 18   | 3       | Pierre-Ambroise Bosse      | França               | 1:46.14 | Q                    |
| 18   | 5       | Kyle Langford              | Grã-Bretanha         | 1:46.14 | q                    |
| 20   | 4       | Oussama Nabil              | Marrocos             | 1:46.17 | q                    |
| 21   | 4       | Adam Kszczot               | Polónia              | 1:46.20 | q                    |
| 22   | 2       | Jamie Webb                 | Grã-Bretanha         | 1:46.23 | Q                    |
| 23   | 2       | Brannon Kidder             | Estados Unidos       | 1:46.29 | q                    |
| 24   | 2       | Jamal Hairane              | Catar                | 1:46.40 |                      |
| 25   | 4       | Mohamed Belbachir          | Argélia              | 1:46.52 |                      |
| 26   | 1       | Tshepo Tshite              | África do Sul        | 1:46.54 | Q                    |
| 27   | 3       | Mouad Zahafi               | Marrocos             | 1:46.56 |                      |
| 28   | 1       | Andreas Kramer             | Suécia               | 1:46.74 |                      |
| 29   | 6       | Andrés Arroyo              | Porto Rico           | 1:46.75 |                      |
| 30   | 1       | Lucirio Antonio Garrido    | Venezuela            | 1:46.89 |                      |
| 31   | 3       | Peter Bol                  | Austrália            | 1:46.92 |                      |
| 32   | 4       | Mark English               | Irlanda              | 1:47.25 |                      |
| 33   | 2       | Marc Reuther               | Alemanha             | 1:47.31 |                      |
| 34   | 6       | Edose Ibadin               | Nigéria              | 1:47.91 |                      |
| 35   | 6       | Musa Hajdari               | Kosovo               | 1:47.98 |                      |
| 36   | 5       | Quamel Prince              | Guiana               | 1:48.41 |                      |
| 37   | 3       | Pol Moya                   | Andorra              | 1:48.52 |                      |
| 38   | 1       | Mariano García             | Espanha              | 1:49.08 |                      |
| 39   | 1       | Luke Mathews               | Austrália            | 1:50.16 |                      |
| 40   | 5       | Mohammed Al-Suleimani      | Omã                  | 1:50.91 | Recorde pessoal      |
| 41   | 5       | Benjamín Enzema            | Geórgia              | 1:51.69 | Recorde da temporada |
| 42   | 3       | Ryan Sánchez               | Porto Rico           | 1:54.46 |                      |
| 43   | 1       | Zaw Min Min                | Myanmar              | 1:56.85 | Recorde da temporada |
| 44   | 3       | Roberto Belo Amaral Soares | Timor-Leste          | 2:02.43 |                      |
| 99   | 6       | Samer Al-Johar             | Jordânia             | DSQ     | 163.5                |
| 99   | 2       | Nijel Amos                 | Botswana             | DNS     | DNS                  |

### Semifinais
Qualificação: Dois primeiros de cada bateria (Q) e os dois melhores tempos (q) das semifinais. 
| Pos. | Bateria | Atleta                    | Nacionalidade        | Tempo   | Notas    |
| ---- | ------- | ------------------------- | -------------------- | ------- | -------- |
| 1    | 1       | Wesley Vázquez            | Porto Rico           | 1:43.96 | Q        |
| 2    | 1       | Ferguson Cheruiyot Rotich | Quênia               | 1:44.20 | Q        |
| 3    | 1       | Clayton Murphy            | Estados Unidos       | 1:44.48 | q        |
| 4    | 2       | Donavan Brazier           | Estados Unidos       | 1:44.87 | Q        |
| 5    | 1       | Adrián Ben                | Espanha              | 1:44.97 | q,       |
| 6    | 2       | Marco Arop                | Canadá               | 1:45.07 | Q        |
| 7    | 1       | Elliot Giles              | Grã-Bretanha         | 1:45.15 |          |
| 8    | 2       | Emmanuel Korir            | Quênia               | 1:45.19 |          |
| 9    | 1       | Adam Kszczot              | Polónia              | 1:45.22 |          |
| 10   | 2       | Brannon Kidder            | Estados Unidos       | 1:45.62 |          |
| 11   | 3       | Amel Tuka                 | Bósnia e Herzegovina | 1:45.63 | Q        |
| 12   | 2       | Mostafa Smaili            | Marrocos             | 1:45.78 |          |
| 13   | 1       | Abdessalem Ayouni         | Tunísia              | 1:45.80 |          |
| 14   | 3       | Bryce Hoppel              | Estados Unidos       | 1:45.95 | Q        |
| 15   | 2       | Tshepo Tshite             | África do Sul        | 1:46.08 |          |
| 16   | 3       | Álvaro de Arriba          | Espanha              | 1:46.09 |          |
| 17   | 2       | Yassine Hethat            | Argélia              | 1:46.15 |          |
| 18   | 3       | Brandon McBride           | Canadá               | 1:46.21 |          |
| 19   | 3       | Kyle Langford             | Grã-Bretanha         | 1:46.41 |          |
| 20   | 3       | Ngeno Kipngetich          | Quênia               | 1:46.61 |          |
| 21   | 1       | Abubaker Haydar Abdalla   | Catar                | 1:46.87 |          |
| 22   | 3       | Pierre-Ambroise Bosse     | França               | 1:47.60 |          |
| 23   | 2       | Jamie Webb                | Grã-Bretanha         | 1:48.44 |          |
| 24   | 3       | Oussama Nabil             | Marrocos             | DSQ     | 163.2(b) |

### Final
A final ocorreu dia 1 de outubro às 22:14. 
| Pos.              | Raia | Atleta                    | Nacionalidade        | Tempo   | Notas                |
| ----------------- | ---- | ------------------------- | -------------------- | ------- | -------------------- |
| Medalha de ouro   | 4    | Donavan Brazier           | Estados Unidos       | 1:42.34 | ,                    |
| Medalha de prata  | 5    | Amel Tuka                 | Bósnia e Herzegovina | 1:43.47 | Recorde da temporada |
| Medalha de bronze | 7    | Ferguson Cheruiyot Rotich | Quênia               | 1:43.82 |                      |
| 4                 | 2    | Bryce Hoppel              | Estados Unidos       | 1:44.25 | Recorde pessoal      |
| 5                 | 6    | Wesley Vázquez            | Porto Rico           | 1:44.48 |                      |
| 6                 | 3    | Adrián Ben                | Espanha              | 1:45.58 |                      |
| 7                 | 8    | Marco Arop                | Canadá               | 1:45.78 |                      |
| 8                 | 9    | Clayton Murphy            | Estados Unidos       | 1:47.84 |                      |

Legenda
| Recorde mundial       | Recorde mundial (World record)               |                       | Recorde africano                      | Recorde africano (African) |                                           | Q | Classificado por posição (Qualified) |
| Recorde do campeonato | Recorde do campeonato (Championship record)  | Recorde da América    | Recorde da América (Americas)         | q                          | Classificado por melhor tempo (Qualified) |   |                                      |
| Melhor marca do ano   | Melhor marca do ano (World leading)          | Recorde asiático      | Recorde asiático (Asian)              | DNS                        | Não largou (Did not start)                |   |                                      |
| Recorde nacional      | Recorde nacional (National record)           | Recorde europeu       | Recorde europeu (European)            | DNF                        | Não terminou (Did not finish)             |   |                                      |
| Recorde pessoal       | Recorde pessoal do atleta (Personal best)    | Recorde da Oceania    | Recorde da Oceania (Oceania)          | DSQ / DQ                   | Desclassificado (Disqualified)            |   |                                      |
| Recorde da temporada  | Recorde da temporada do atleta (Season best) | Recorde sul-americano | Recorde sul-americano (South America) | NM                         | Sem marca (No mark)                       |   |                                      |